# Castagniers
Castagniers (okzitanisch Castanhiers, italienisch Castagnera) ist eine französische Gemeinde im Département Alpes-Maritimes in der Region Provence-Alpes-Côte d’Azur. Sie gehört zum Arrondissement Nizza, zum Kanton Tourrette-Levens und zur Métropole Nice Côte d’Azur. Die Bewohner werden Castagnérenques genannt. In der Gemeinde befindet sich die Zisterzienserinnenabtei Castagniers.

## Geographie
Castagniers liegt in den französischen Seealpen. Die angrenzenden Gemeinden sind Saint-Blaise im Norden, Tourrette-Levens im Nordosten, Colomars im Süden und Carros im Westen.

## Bevölkerungsentwicklung
| Jahr      | 1962 | 1968 | 1975 | 1982 | 1990 | 1999 | 2008 | 2012 |
| --------- | ---- | ---- | ---- | ---- | ---- | ---- | ---- | ---- |
| Einwohner | 692  | 820  | 958  | 1076 | 1229 | 1359 | 1511 | 1540 |